# Thời kỳ Jōmon
| Lịch sử Nhật Bản | Lịch sử Nhật Bản |
| --- | ---------------- |
| Tiền sửThời kỳ đồ đá cũ ~15000 TCN Thời kỳ Jōmon (Thằng Văn) ~15000 TCN–300 TCN Thời kỳ Yayoi (Di Sinh) tk 4 TCN–tk 3 |                  |
| Cổ đạiThời kỳ Kofun (Cổ Phần) tk 3–tk 7 Thời kỳ Asuka (Phi Điểu) 592–710 Thời kỳ Nara (Nại Lương) 710–794 Thời kỳ Heian (Bình An) 794–1185 |                  |
| Phong kiếnThời kỳ Kamakura (Liêm Thương) 1185–1333 Tân chính Kemmu (Kiến Vũ) 1333–1336 Thời kỳ Muromachi (Thất Đinh) 1336–1573 Thời kỳ Nam-Bắc triều 1336–1392 Thời kỳ Chiến Quốc 1467–1590 Thời kỳ Azuchi-Momoyama (An Thổ-Đào Sơn) 1573–1603 Mậu dịch Nanban (Nam Man) Chiến tranh Nhật Bản – Triều Tiên 1592–1598 Thời kỳ Edo/Tokugawa (Giang Hộ/Đức Xuyên)1603–1868 Chiến tranh Nhật Bản – Lưu Cầu Chiến dịch Ōsaka (Đại Phản) Tỏa Quốc Đoàn thám hiểm Perry Hiệp ước Kanagawa (Thần Nại Xuyên) Bakumatsu (Mạc mạt) Minh Trị Duy tân Chiến tranh Boshin (Mậu Thìn) |                  |
| Hiện đạiThời kỳ Minh Trị (Meiji) 1868–1912 Nhật xâm lược Đài Loan 1874 Chiến tranh Tây Nam Chiến tranh Nhật–Thanh Hiệp ước Mã Quan Chiến tranh Ất Mùi 1895 Phong trào Nghĩa Hòa Đoàn Hòa ước Portsmouth Hiệp ước Nhật–Triều 1910 Thời kỳ Đại Chính (Taishō) 1912-1926 Nhật Bản trong Thế chiến thứ nhất Sự can thiệp của Nhật Bản vào Siberia Đại thảm họa động đất Kantō 1923 Thời kỳ Chiêu Hòa (Shōwa) 1926–1989 Chủ nghĩa quân phiệt Nhật Bản Sự kiện Phụng Thiên Nhật Bản xâm lược Mãn Châu Hiệp ước chống Quốc tế Cộng sản Chiến tranh Trung–Nhật Cuộc tấn công Trân Châu Cảng Vụ ném bom nguyên tử xuống Hiroshima và Nagasaki Chiến tranh Xô–Nhật Nhật Bản đầu hàng Thời kỳ bị chiếm đóng 1945-1952 Nhật Bản thời hậu chiếm đóng Kỳ tích kinh tế Nhật Bản thời hậu chiến Thời kỳ Bình Thành (Heisei) 1989–2019 Thập niên mất mát Động đất Kobe 1995 Cool Japan Động đất và sóng thần Tōhoku 2011 Thời kỳ Lệnh Hòa (Reiwa) 2019–nay Đại dịch COVID-19 tại Nhật Bản |                  |
| Xem thêm Thiên hoàng • Niên biểu • Đế quốc Nhật Bản Kinh tế • Giáo dục • Quân sự • Hải quân • Di sản thế giới |                  |
| x t s |                  |

Thời kỳ Jōmon (縄文時代 Jōmon-jidai "Thằng Văn thời đại"), hay còn gọi là thời kỳ đồ đá mới ở Nhật Bản, là thời tiền sử ở Nhật Bản, từ khoảng năm 14.000 TCN đến năm 400 TCN.
Hầu hết các học giả đều nhất trí rằng vào khoảng 40.000 năm TCN, băng hà đã nối các hòn đảo của Nhật Bản với lục địa châu Á. Dựa trên các bằng chứng khảo cổ, từ khoảng 35.000 đến 30.000 năm TCN loài người đã di cư đến các hòn đảo Nhật Bản từ phía đông và phía đông nam châu Á và đã có những cộng đồng dân cư ổn định trên đảo với các hoạt động săn bắn và chế tác đồ đá. Các dụng cụ bằng đá, những khu dân cư và hóa thạch người trong giai đoạn này đã được tìm thấy ở nhiều nơi trên các đảo Nhật Bản. Ngoài ra, một nghiên cứu di truyền học vào năm 1988 đã chỉ ra mối liên hệ về nguồn gốc giữa người Nhật Bản và các cư dân Đông Á.
Từ "Jomon" trong tiếng Nhật có nghĩa là "đánh dấu bằng dây thừng" chỉ những họa tiết trên các bình bằng đất sét và những hình ảnh sử dụng các que gỗ được cột dây thừng xung quanh.

## Sơ kỳ Jomon (10000 – 4000 TCN)
Vào khoảng thời gian cách đây hơn 10.000 năm lãnh thổ Nhật Bản và đất liền nối nhau ở phía nam qua Hàn Quốc và phía bắc qua Hokkaido và Sakhalin, tạo thành một biển nội địa ở giữa. Những khu định cư ổn định xuất hiện vào khoảng năm 10.000 TCN tương ứng với nền văn hóa đồ đá giữa hoặc, theo một số tranh cãi, văn hóa đồ đá mới, nhưng mang những đặc điểm của cả hai nền văn hóa đó. Những tổ tiên xa của tộc người Ainu của Nhật Bản hiện đại, những thành viên đa dạng của nền văn hóa Jomon (10.000 – 300 TCN) để lại những di chỉ khảo cổ rõ ràng nhất. Nền văn hóa này cùng thời với các nền văn minh Lưỡng Hà, văn minh sông Nil, và văn minh thung lũng Indus. Trong thời gian này, không có dấu hiệu rõ ràng của việc trồng trọt, mãi cho đến giữa thiên niên kỷ 1 TCN như kê, kiều mạch, cây gai dầu.

### Sơ kỳ đồ gốm

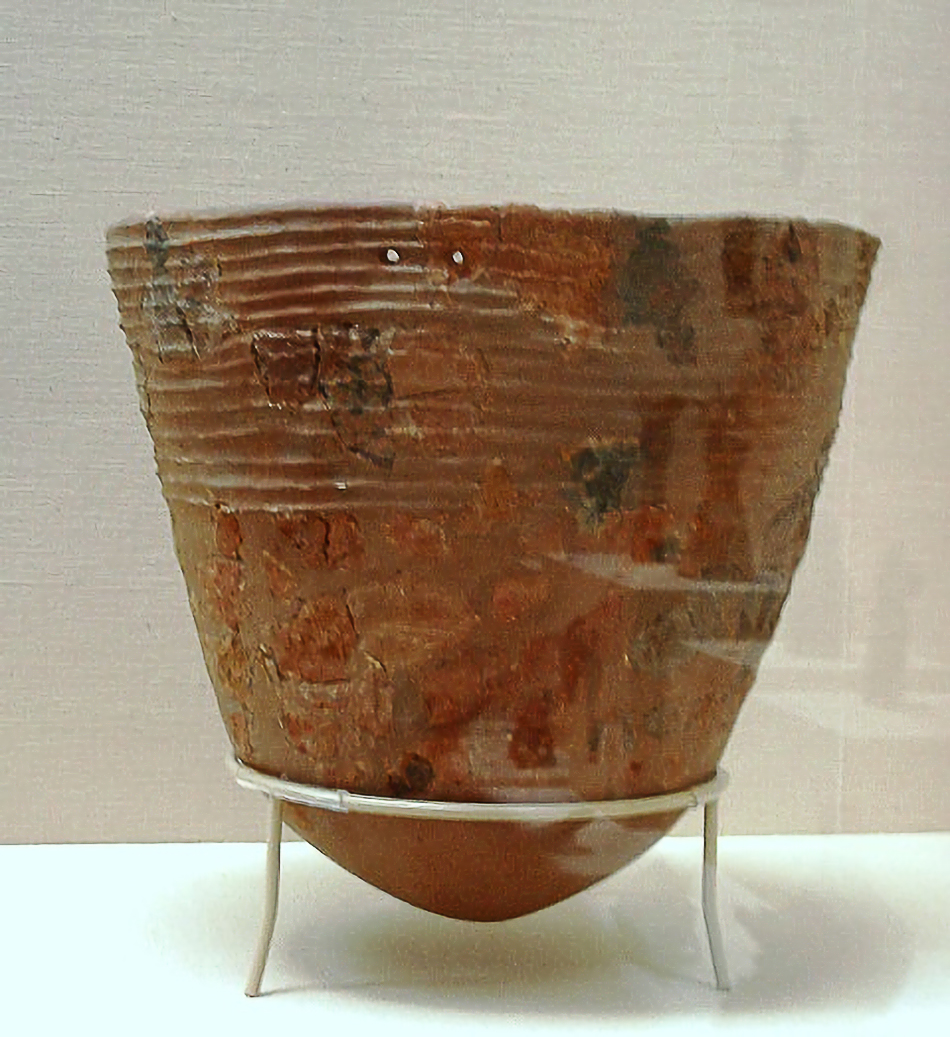
Đồ gốm thời tiền Jomon (8000 - 10000 TCN), Bảo tàng quốc gia Tokyo, Nhật Bản

Theo các bằng chứng khảo cổ học, người Jomon có thể là người đã tạo ra những chiếc bình gốm đầu tiên trên thế giới, vào khoảng thiên niên kỷ 14 TCN,
 cũng như những dụng cụ bằng đá sớm nhất. Những di tích cổ này được phát hiện lần đầu tiên sau Chiến tranh thế giới thứ hai bằng phương pháp phóng xạ carbon. Tuy nhiên, một số học giả Nhật Bản cũng tin rằng kỹ thuật sản xuất đồ gốm được phát minh đầu tiên ở lục địa châu Á vì ở những khu vực nay là Trung Quốc và Nga đã sản xuất ra đồ gốm lâu đời ngang với, nếu không là lâu đời hơn đồ gốm ở hang Fukui. Người thời Jomon đã chế tác ra những vật dụng và các bình gốm được trang trí bởi những họa tiết tinh vi làm bằng cách ép đất sét ướt với các sợi dây hoặc các que gỗ được tết lại hoặc không được tết lại.

### Những đặc điểm của văn hóa đồ đá mới
Việc chế tác đồ gốm cho thấy một đời sống ổn định hơn bởi lẽ đồ gốm rất dễ vỡ và do đó nói chung là vô ích với các hoạt động săn bắt hái lượm vốn phải di chuyển liên tục. Do đó, người Jomon có thể là những người đầu tiên sống định cư, hoặc ít ra là bán định cư, trên thế giới. Họ dùng các công cụ bằng đá mài, bẫy và cung tên, và có lẽ là những người sống nửa theo kiểu săn bắt hái lượm, nửa theo kiểu định cư, đồng thời là những tay đánh bắt cá ở bờ biển và lặn sâu khéo léo. Người Jomon có tiến hành một số hoạt động nông nghiệp sơ khai và sống trong những hố đất nhỏ hoặc những ngôi nhà dựng trên mặt đất, để lại nhiều bằng chứng quan trọng cho nghiên cứu khảo cổ học. Vì vậy, những hình thức canh tác đầu tiên của loài người có thể đã xuất hiện ở Nhật Bản vào năm 10.000 TCN, hai nghìn năm trước khi nó lan rộng và trở nên phổ biến ở Trung Cận Đông. Tuy nhiên, một số bằng chứng khảo cổ học khác cũng cho thấy đã có hoạt động nông nghiệp diễn ra trên những ngọn đối và thung lũng ở vùng Fertile Crescent ở vùng nay là Syria, Jordan, Thổ Nhĩ Kỳ và Iraq vào khoảng 11.000 năm TCN.

### Dân số gia tăng

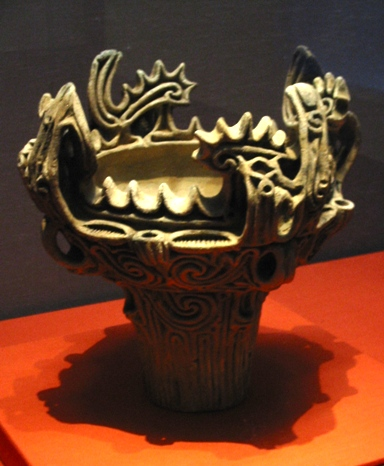
Một bình gồm thuộc trung kỳ Jomon (3000 - 2000 TCN) tên là kaen doki (bình đất nung lửa), Bảo tàng quốc gia Tokyo, Nhật Bản

Nền văn hóa bán định cư đã dẫn đến việc gia tăng dân số nhanh chóng khiến Jomon trở thành một trong những khu vực có mật độ dân số cao nhất thế giới vào thời bấy giờ. Một nghiên cứu di truyền học của Cavalli – Sforza đã cho thấy sự mở rộng của một mẫu di truyền điển hình từ vùng biển Nhật Bản sang vùng còn lại của Đông Á. Đây là sự di chuyển gene quan trọng thứ ba của vùng Đông Á (xếp sau "Cuộc di chuyển lớn" từ lục địa châu Phi và cuộc di chuyển gene thứ hai từ vùng bắc Siberia). Sự di chuyển này cũng đã dẫn đến sự mở rộng về mặt địa lý của loài người trong thời Jomon. Nghiên cứu này còn đi xa hơn trong việc đưa ra giả thuyết rằng sự mở rộng của loài người trong thời Jomon thậm chí đã vươn đến châu Mỹ theo con đường dọc bờ biển Thái Bình Dương. Các tính toán cho thấy rằng vào khoảng thời gian cách đây 10.000-4.500 năm, dân số Nhật Bản tăng ổn định khoảng 1% mỗi năm và đạt mức cực đại khoảng 260.000 người cách đây 4.000 năm, các khu vực tập trung đông dân cư nhất là Kanto và Chubu. Sau đó là thời kỳ khí hậu lạnh đi làm tốc độ tăng dân số giảm.

### Những giai đoạn chính
Tiền Jomon (10000 – 7500 TCN)
- Các đường vẽ trên vách đá;
- Các dấu vết vẽ bằng móng tay;
- Các đường trang ký hình xoắn thừng;
- Muroya hạ.

Sơ kỳ Jōmon (7500 - 4000 TCN)
- Igusa;
- Inaridai;
- Mito;
- Hạ Tado;
- Thượng Tado;
- Shiboguchi;
- Kayama.

## Từ đầu đến cuối thời Jomon (4000 – 400 TCN)
Nhiều di tích khai quật được trong giai đoạn này cho thấy thời kỳ đầu và trung kỳ Jomon đã diễn ra một sự bùng nổ về dân số. Hai thời kỳ này tương ứng với thời tiền sử Holocene Climatic Optimum (từ 4000 đến 2000 TCN) khi nhiệt độ cao hơn bây giờ vài độ C và mực nước biển cao hơn từ 2 đến 3 mét. Những di chỉ đồ gốm mang tính nghệ thuật cao, như các bình gốm nung lửa có trang trí, được tìm thấy trong gian đoạn này. Sau năm 1500 TCN, thời tiết trở nên lạnh hơn và dân số có lẽ đã giảm xuống nhanh chóng bởi lẽ người ta tìm thấy ít di chỉ khảo cổ tương ứng với giai đoạn 1500 năm TCN hơn nhiều so với trước đó.
Vào cuối thời Jomon, theo nghiên cứu khảo cổ học, một thay đổi quan trọng đã diễn ra. Các hình thức nông nghiệp sơ khai đã phát triển thành việc canh tác trên các ruộng lúa và xuất hiện sự kiểm soát của chính quyền. Rất nhiều nhân tố văn hóa Nhật Bản có thể khởi nguồn từ thời kỳ này và phản ánh lại những cuộc di cư từ phía nam lục địa châu Á và phía nam Thái Bình Dương. Trong những nhân tố này có các truyền thuyết về Thần đạo, các tục lệ hôn nhân, các phong cách kiến trúc và những phát triển về kỹ thuật như đồ sơn mài, những cây cung được kéo mỏng, kỹ thuật chế tác đồ kim loại và đồ thủy tinh.

### Những giai đoạn chính
Jomon thời kỳ đầu (4000 – 3000 TCN)
- Hạ Hanazumi;
- Sekiyama;
- Kurohama;
- Morois;
- Juusanbodai.

Trung kỳ Jomon (3000 – 2000 TCN)
- Katsusaka/Otamadai;
- Kasori E1;
- Kasori E2.

Hậu kỳ Jomon (2000 – 1000 TCN)
- Shyomyouji;
- Horinouchi;
- Kasori B1;
- Kasori B2;
- Angyo 1.

Cuối thời Jomon (1000 – 400 TCN)
- Angyo 2;
- Angyo 3.